# Centro (Belo Horizonte)
O Centro de Belo Horizonte é um bairro de classe média-alta, localizado na Região Central da cidade.

## Histórico
O local onde hoje se encontra o Centro era um vilarejo que antes se chamava Arraial de Nossa Senhora do Curral Del Rey, desapropriado para dar lugar à nova capital do Estado de Minas Gerais, em 1893. A decisão foi tomada através da Lei nº 3, adicional à Constituição.
Foi projetado pelo engenheiro Aarão Reis, chefe da Comissão de Construção da Nova Capital. Ele inovou ao fazer uma planta em que as avenidas se cruzavam na diagonal, ao invés do clássico xadrez das grandes cidades da época, como Washington e Paris. O projeto era ambicioso e faraônico, mas foi projetado com um olhar no futuro, em que avenidas e ruas eram mais largas que as convencionais. Naquele mesmo ano, eram leiloados os lotes para a construção de comércios. Aqueles que adquirissem os lotes teriam o prazo de 4 anos para construir. A ideia era tornar Belo Horizonte o centro comercial do Estado em pouco tempo.
Durante as primeiras décadas do século XX, a Rua da Bahia se estabeleceu como ponto de encontro da elite local, com seus bares, cafés e teatros, lugar onde os homens se encontravam para conversar, falar de política e da vida. Ao anoitecer, a rua virava palco para o footing (moças e rapazes desfilavam, trocando olhares, numa espécie de namoro bem comportado).
O Parque Municipal (na época quatro vezes maior) era muito frequentado nos fins-de-semana. Ali, a sociedade encontrava espaço para praticar esportes, passear ou fazer piqueniques, enquanto bandas tocavam "retretas". Também era lá que as paróquias comemoravam datas religiosas, com quermesses e barraquinhas.
A população pobre e os operários não faziam parte desta cena. É que eles viviam em locais distantes do centro e sua condição financeira os impedia de participar das diversões pagas. Além disso, na área central eles eram alvo fácil da polícia, que, por causa de um simples passeio, podia prendê-los, alegando "vadiagem".
A década de 50 é marcada pela construção de modernos arranha céus, antigos sobrados são demolidos, dando lugar a novas estruturas de concreto.

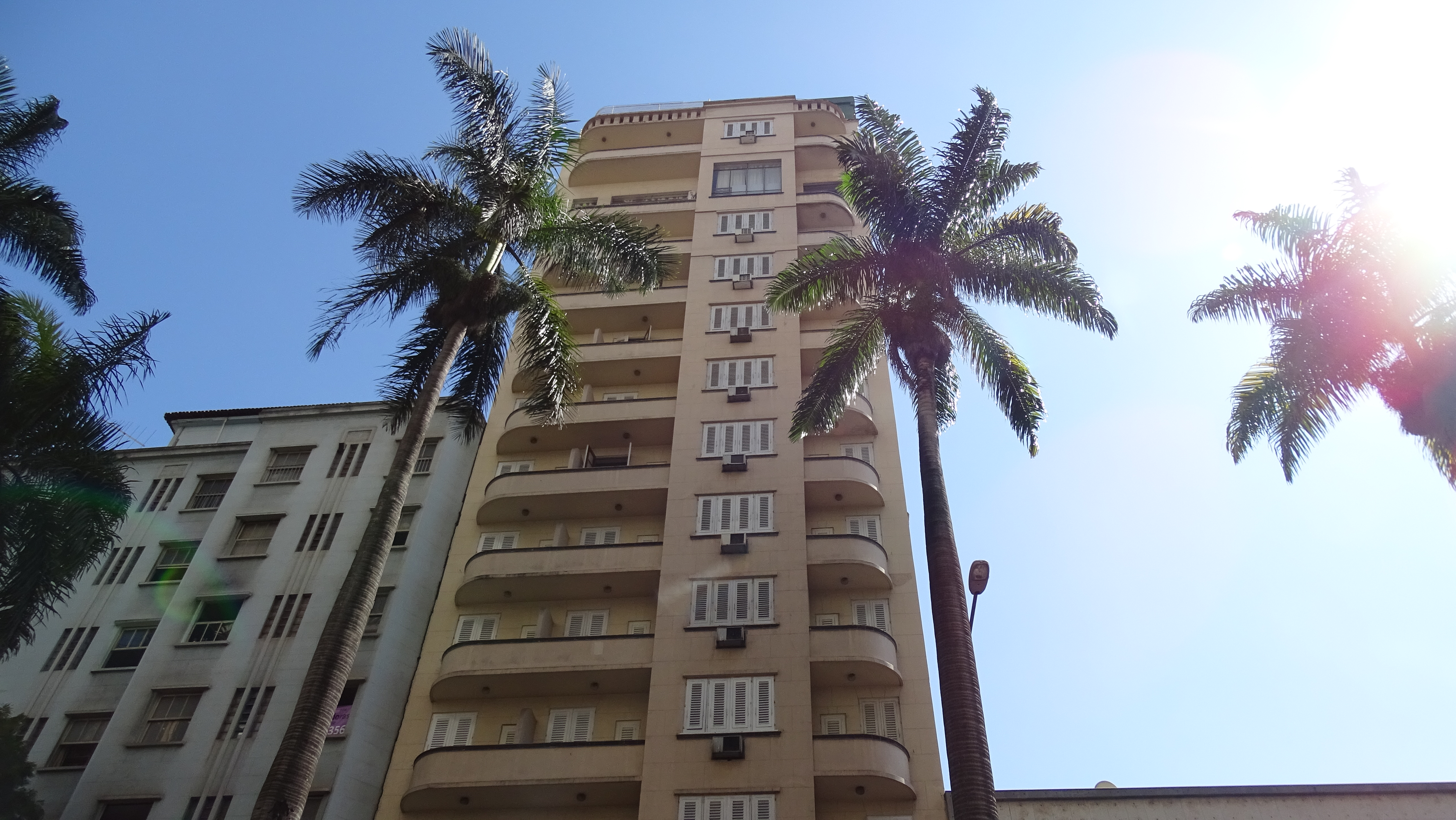
O Amazonas Palace Hotel, localizado na Avenida Amazonas

Os anos 70 marcam a saturação do Centro. A Crescente industrialização de Belo Horizonte resultou em grande êxodo rural. O crescimento desordenado da população na cidade resulta em uma área central degradada. Esses foram os anos em que a elite rompeu seus laços com o Centro, migrando para novas áreas mais nobres da cidade, como a Savassi.
Durante os anos que se passaram, o Centro foi negligenciado pelas administração da cidade. Camelôs tomaram conta dos passeios. Ruas imundas, tomadas por mendigos e menores abandonados e alta taxa de criminalidade esvaziaram o seu comércio e fizeram essa região chegar ao fundo do poço nos anos 90.
Em 2002, seguindo uma tendência mundial, a prefeitura lançou o plano de revitalização do Centro. Dentre as ações que merecem destaque estão a retirada dos camelôs das ruas; a instalação de câmeras de segurança, que diminuíram consideravelmente a criminalidade; e a recuperação de ruas e edificações.

## Atrações
- Parque Municipal

Primeira área de lazer e contemplção da cidade. Inaugurado em 1897.
- Feira de Arte e Artesanato da Avenida Afonso Pena

Também conhecida como Feira Hippie. Ocorre todos os domingos, com cerca de três mil expositores.
- Palácio das Artes

O maior e mais diversificado complexo cultural de Minas Gerais.
- Prefeitura Municipal

Em estilo Art Déco. Construída na década de 40.
- Mercado Central

É um espaço descontraído de convívio social
- Minascentro

Centro de convenções que funciona no prédio da antiga Secretaria de Saúde de Minas Gerais, em estilo Neo-Clássico, de frente para o Mercado Central.
- Centro de Cultura

Localizado em um belíssimo prédio de arquitetura neo-gótica, de inspiração portuguesa.
- Igreja São José
- Praça Sete
- Praça da Estação

Marco zero de Belo Horizonte. Local por onde chegou todo o material e mão de obra necessários para a construção da nova capital.
- Museu de Artes e Ofícios.

Situado na Praça da Estação, no prédio da antiga estação ferroviária, em estilo Neo-Clássico.